# Pandemia de COVID-19 en Wyoming
El primer caso de la pandemia de enfermedad por coronavirus en Wyoming, estado de los Estados Unidos, inició el 11 de marzo de 2020. Hay 415 casos confirmados, 373 recuperados y siete fallecidos.

## Cronología

### Marzo
11 de marzo: El primer caso reportado de COVID-19 es una mujer en Sheridan que recientemente viajó internamente.
13 de marzo: el segundo caso denunciado es un hombre en Fremont.
15 de marzo: el gobernador Gordon recomienda cerrar todas las escuelas públicas.
18 de marzo: el tercer caso positivo en Cheyenne, capital de Wyoming, hace que el estado cuente hasta 16 casos confirmados.

## Respuestas gubernamentales
El 17 de marzo, el gobernador de Wyoming, Mark Gordon, "anunció la creación de cinco grupos de trabajo diseñados para hacer frente a los efectos de la propagación del coronavirus", y condenó el acaparamiento en el estado.
Las industrias han tenido diferentes respuestas, con compañías de energía en el estado tratando de equilibrar la seguridad con la productividad continua imponiendo restricciones de cuarentena y viajes.

## Impacto en el deporte
En los deportes universitarios, la National Collegiate Athletic Association canceló todos los torneos de invierno y primavera, especialmente los torneos de baloncesto de hombres y mujeres de la División I, afectando a colegios y universidades de todo el estado. El 16 de marzo, la Asociación Atlética Nacional de Junior College también canceló el resto de las temporadas de invierno, así como las temporadas de primavera. Los deportes de secundaria también fueron cancelados.

## Registro
| Casos de la COVID-19 en Wyoming | Casos de la COVID-19 en Wyoming | Casos de la COVID-19 en Wyoming | Casos de la COVID-19 en Wyoming | Casos de la COVID-19 en Wyoming | Casos de la COVID-19 en Wyoming |
| Condado                         | Casos confirmados               | Casos sospechosos               | Tarifa por 100.000              | Recuperados                     | Muertes                         |
| ------------------------------- | ------------------------------- | ------------------------------- | ------------------------------- | ------------------------------- | ------------------------------- |
| Albany                          | 8                               | 0                               | 20.6                            | 6                               | 0                               |
| Big Horn                        | 2                               | 1                               | 17.0                            | 2                               | 0                               |
| Campbell                        | 15                              | 9                               | 32.4                            | 22                              | 0                               |
| Carbon                          | 4                               | 0                               | 27.0                            | 4                               | 0                               |
| Converse                        | 13                              | 9                               | 94.1                            | 14                              | 0                               |
| Crook                           | 5                               | 0                               | 65.9                            | 4                               | 0                               |
| Fremont                         | 108                             | 8                               | 275.1                           | 36                              | 4                               |
| Goshen                          | 3                               | 1                               | 22.7                            | 4                               | 0                               |
| Hot Springs                     | 1                               | 2                               | 22.7                            | 1                               | 0                               |
| Johnson                         | 11                              | 4                               | 130.3                           | 14                              | 1                               |
| Laramie                         | 98                              | 47                              | 98.5                            | 88                              | 1                               |
| Lincoln                         | 6                               | 3                               | 30.3                            | 8                               | 0                               |
| Natrona                         | 39                              | 10                              | 48.8                            | 32                              | 0                               |
| Niobrara                        | 1                               | 1                               | 42.4                            | 2                               | 0                               |
| Park                            | 1                               | 0                               | 3.4                             | 1                               | 0                               |
| Platte                          | 0                               | 0                               | 0                               | 0                               | 0                               |
| Sheridan                        | 12                              | 4                               | 39.4                            | 16                              | 0                               |
| Sublette                        | 1                               | 2                               | 10.2                            | 3                               | 0                               |
| Sweetwater                      | 11                              | 7                               | 26.0                            | 15                              | 0                               |
| Teton                           | 65                              | 31                              | 277.0                           | 88                              | 1                               |
| Uinta                           | 6                               | 2                               | 29.7                            | 5                               | 0                               |
| Washakie                        | 5                               | 3                               | 64.1                            | 8                               | 0                               |
| Weston                          | 0                               | 0                               | 0.0                             | 0                               | 0                               |
| Total                           | 404                             | 140                             |                                 | 371                             | 7                               |